# منطقه حفاظت‌شده کوه آسیاب کوهبنان
منطقهٔ حفاظت‌شدهٔ کوه آسیاب کوهبنان یک منطقهٔ حفاظت‌شده با مساحت ۱۱۸۷۰ هکتار است که در استان کرمان در ایران قرار دارد. این منطقهٔ حفاظت‌شده طبق مصوبهٔ شمارهٔ ۷۴۹ در تاریخ ۹۷/۰۵/۰۶ در فهرست مناطق تحت حفاظت سازمان محیط زیست ایران قرار گرفت.